# Circonscription d'Aïn Chock
La circonscription d'Aïn Chock est la circonscription législative marocaine de la préfecture d'Aïn Chock située en région Casablanca-Settat. Elle est représentée dans la Xe législature par Rachid El Kabil, Abdellatif Naciri et Abdelhak Chafik.

## Historique des députations
| Législature | Début de mandat  | Fin de mandat    | Députés élus | Députés élus          | Députés élus | Députés élus          | Députés élus | Députés élus                   |
| ----------- | ---------------- | ---------------- | ------------ | --------------------- | ------------ | --------------------- | ------------ | ------------------------------ |
| IXe         | 26 novembre 2011 | 7 octobre 2016   |              | Abdelhak Chafik (MP)  |              | Rachid El Kabil (PJD) |              | Abdellatif Naciri (PJD)        |
| Xe          | 8 octobre 2016   | 8 septembre 2021 |              | Abdelhak Chafik (PAM) |              | Rachid El Kabil (PJD) |              | Abdellatif Naciri (PJD)        |
| XIe         | 9 septembre 2021 | ?                |              | Abdelhak Chafik (PAM) |              | Ismail Benbi (PI)     |              | Mohamed Chafik Benkirane (RNI) |

## Historique des élections

### Découpage électoral d'octobre 2011

#### Élections de 2016
| Parti             | Parti                                         | Voix    | %      | Député(s) élus  |  |
| ----------------- | --------------------------------------------- | ------- | ------ | --------------- |  |
|                   | Parti de la justice et du développement (PJD) | 23 545  | 49,31  | Rachid El Kabil |  |
| Abdellatif Naciri | Parti de la justice et du développement (PJD) | 23 545  | 49,31  |                 |  |
|                   | Parti authenticité et modernité (PAM)         | 11 388  | 23,85  | Abdelhak Chafik |  |
|                   | Rassemblement national des indépendants (RNI) | 6 981   | 14,62  |                 |  |
|                   | Fédération de la gauche démocratique (FGD)    | 2 069   | 4,33   |                 |  |
|                   | Parti de l'Istiqlal (PI)                      | 1 887   | 3,95   |                 |  |
|                   | Union socialiste des forces populaires (USFP) | 548     | 1,15   |                 |  |
|                   | Union constitutionnelle (UC)                  | 341     | 0,71   |                 |  |
|                   | Parti du progrès et du socialisme (PPS)       | 256     | 0,54   |                 |  |
|                   | Mouvement populaire (MP)                      | 192     | 0,40   |                 |  |
|                   | Parti Al Ahd Addimocrati (AHD)                | 115     | 0,24   |                 |  |
|                   | Parti des Néo-Démocrates (PND)                | 78      | 0,16   |                 |  |
|                   | Union marocaine pour la démocratie (UMD)      | 66      | 0,14   |                 |  |
|                   | Parti de la gauche verte (PGV)                | 65      | 0,14   |                 |  |
|                   | Parti de la société démocratique (PSD)        | 58      | 0,12   |                 |  |
|                   | Front des forces démocratiques (FFD)          | 38      | 0,08   |                 |  |
|                   | Parti du centre social (PCS)                  | 37      | 0,08   |                 |  |
|                   | Parti de la renaissance et de la vertu (PRV)  | 35      | 0,07   |                 |  |
|                   | Mouvement démocratique et social (MDS)        | 34      | 0,07   |                 |  |
|                   | Parti de la réforme et du développement (PRD) | 16      | 0,03   |                 |  |
|                   | Parti démocrate national (PDN)                | 4       | 0,01   |                 |  |
|                   |                                               |         |        |                 |  |
| Inscrits          | Inscrits                                      | 121 663 | 100,00 |                 |  |
| Abstentions       | Abstentions                                   | 73 880  | 60,74  |                 |  |
| Exprimés          | Exprimés                                      | 47 753  | 39,26  |                 |  |

#### Élections de 2021
| Parti       | Parti                                               | Voix    | %      | Député(s) élus           |  |
| ----------- | --------------------------------------------------- | ------- | ------ | ------------------------ |  |
|             | Rassemblement national des indépendants (RNI)       | 10 966  | 35,49  | Mohamed Chafik Benkirane |  |
|             | Parti authenticité et modernité (PAM)               | 8 158   | 26,40  | Abdelhak Chafik          |  |
|             | Parti de l'Istiqlal (PI)                            | 2 695   | 8,72   | Ismail Benbi             |  |
|             | Parti de la justice et du développement (PJD)       | 2 669   | 8,64   |                          |  |
|             | Union socialiste des forces populaires (USFP)       | 1 134   | 3,67   |                          |  |
|             | Parti socialiste unifié (PSU)                       | 1 036   | 3,35   |                          |  |
|             | Parti des Néo-Démocrates (PND)                      | 662     | 2,14   |                          |  |
|             | Parti du progrès et du socialisme (PPS)             | 609     | 1,97   |                          |  |
|             | Union constitutionnelle (UC)                        | 508     | 1,64   |                          |  |
|             | Alliance de la fédération de gauche (AGD)           | 501     | 1,62   |                          |  |
|             | Mouvement populaire (MP)                            | 441     | 1,43   |                          |  |
|             | Front des forces démocratiques (FFD)                | 363     | 1,17   |                          |  |
|             | Parti de l'unité et de la démocratie (PUD)          | 321     | 1,04   |                          |  |
|             | Parti travailliste (PT)                             | 265     | 0,86   |                          |  |
|             | Parti de l'Espoir (PE)                              | 232     | 0,75   |                          |  |
|             | Parti du centre social (PCS)                        | 156     | 0,50   |                          |  |
|             | Parti de l'équité (PRE)                             | 84      | 0,27   |                          |  |
|             | Parti de la société démocratique (PSD)              | 37      | 0,12   |                          |  |
|             | Parti de la liberté et de la justice sociale (PLJS) | 35      | 0,11   |                          |  |
|             | Parti de la réforme et du développement (PRD)       | 28      | 0,09   |                          |  |
|             |                                                     |         |        |                          |  |
| Inscrits    | Inscrits                                            | 117 223 | 100,00 |                          |  |
| Abstentions | Abstentions                                         | 86 323  | 73,64  |                          |  |
| Exprimés    | Exprimés                                            | 30 900  | 26,36  |                          |  |